# Una sombra ya pronto serás
Una sombra ya pronto serás es una película argentina de comedia dramática de 1994. Dirigida por Héctor Olivera. Protagonizada por Miguel Ángel Solá y  Pepe Soriano. Coprotagonizada por Alicia Bruzzo, Luis Brandoni, Roberto Carnaghi, Marita Ballesteros y Alfonso de Grazia. También, contó con la actuación especial de Eusebio Poncela. Y las presentaciones de Diego Torres y Gloria Carrá. Escrita por Olivera en colaboración con Osvaldo Soriano, basándose en la novela homónima de Soriano. Filmada en Eastmancolor y estrenada en 5 de mayo de 1994. Filmada parcialmente en Chacharramendi, provincia de La Pampa, Carhué provincia de Buenos Aires y Viedma, provincia de Río Negro.

## Sinopsis
Un ingeniero argentino llegado de Europa, encargado de diseñar programas informáticos, encuentra extraños y solitarios personajes en su deambular por la Pampa argentina.

## Reparto
- Miguel Ángel Solá … Ingeniero
- Pepe Soriano … Coluccini
- Alicia Bruzzo … Nadia
- Luis Brandoni … Barrante
- Roberto Carnaghi … Cura Salinas
- Marita Ballesteros … Alicia
- Alfonso De Grazia … Maldonado
- Diego Torres … Boris
- Gloria Carrá … Rita
- Eusebio Poncela … Lem
- Martín Coria … Encargado surtidor
- Hernán Jiménez … Rubio
- Pedro Segni … Petiso
- Mario Lozano … Patrón Bar
- Juan José Ghisaberti … Conserje hotel
- Leandro Regúnaga … Empleado motel
- Susana Cabrera … Julia
- Horacio Nittalo … Comisario
- Augusto Larreta … Capitán de Navío
- Jorge Varas González … Estanciero

## Premios y nominaciones
Asociación de Cronistas Cinematográficos de la Argentina, 1995
- Pepe Soriano ganador del Premio Cóndor de Plata al Mejor Actor de Reparto
- Alicia Bruzzo ganadora del Premio Cóndor de Plata a la Mejor Actriz de Reparto
- Félix Monti ganador del Premio Cóndor de Plata a la Mejor Fotografía
- Emilio Basaldúa ganador del Premio Cóndor de Plata a la Mejor Escenografía
- Osvaldo Montes ganador del Premio Cóndor de Plata  a la Mejor Música.
- Una sombra muy pronto serás, nominada al Premio Cóndor de Plata  a la Mejor Película.
- Héctor Olivera: nominado  del Premio Cóndor de Plata  a la Mejor Dirección.
- Miguel Ángel Solá: nominado  del Premio Cóndor de Plata  al Mejor Actor.
- Luis Brandoni: nominado  del Premio Cóndor de Plata  al Mejor Actor de Reparto.
- Héctor Olivera y Osvaldo Soriano: nominados al Premio Cóndor de Plata  al Mejor Guion Adaptado.

Festival de Cine Latinoamericano de Biarritz, 1995
- Miguel Ángel Solá: Ganador del Premio al Mejor Actor

Festival Internacional de Cine de Chicago, 1994
- Héctor Olivera: nominado al Premio Hugo de Oro a la Mejor Dirección

Festival del Cine de Venecia, 1994
- Héctor Olivera: nominado al Premio León de Oro.

## Comentarios
Marcelo Zapata en Ámbito Financiero escribió:

«Una fallida road movie discepoliana.»

Isabel Croce en La Prensa opinó:

«Un film sobresaliente.»

Claudio España en La Nación opinó:

«…una obra de madurez…Despojada de estruendos…el resultado fílmico es impecable.»

Manrupe y Portela escriben en su libro: 

«Con una estética prestada, que quiere acercarse al Wenders de París-Texas (Estados Unidos, 1984), o al Bagdad Café de Percy Adlon (Alemania, 1988) que al Olivera clásico, la película busca el clima del sin-futuro, del eterno retorno. El desarrollo se cumple con frialdad avanzando por fragmentos o recortes por medio de distintos personajes-fantasmas.»